# Eduard Bernstein

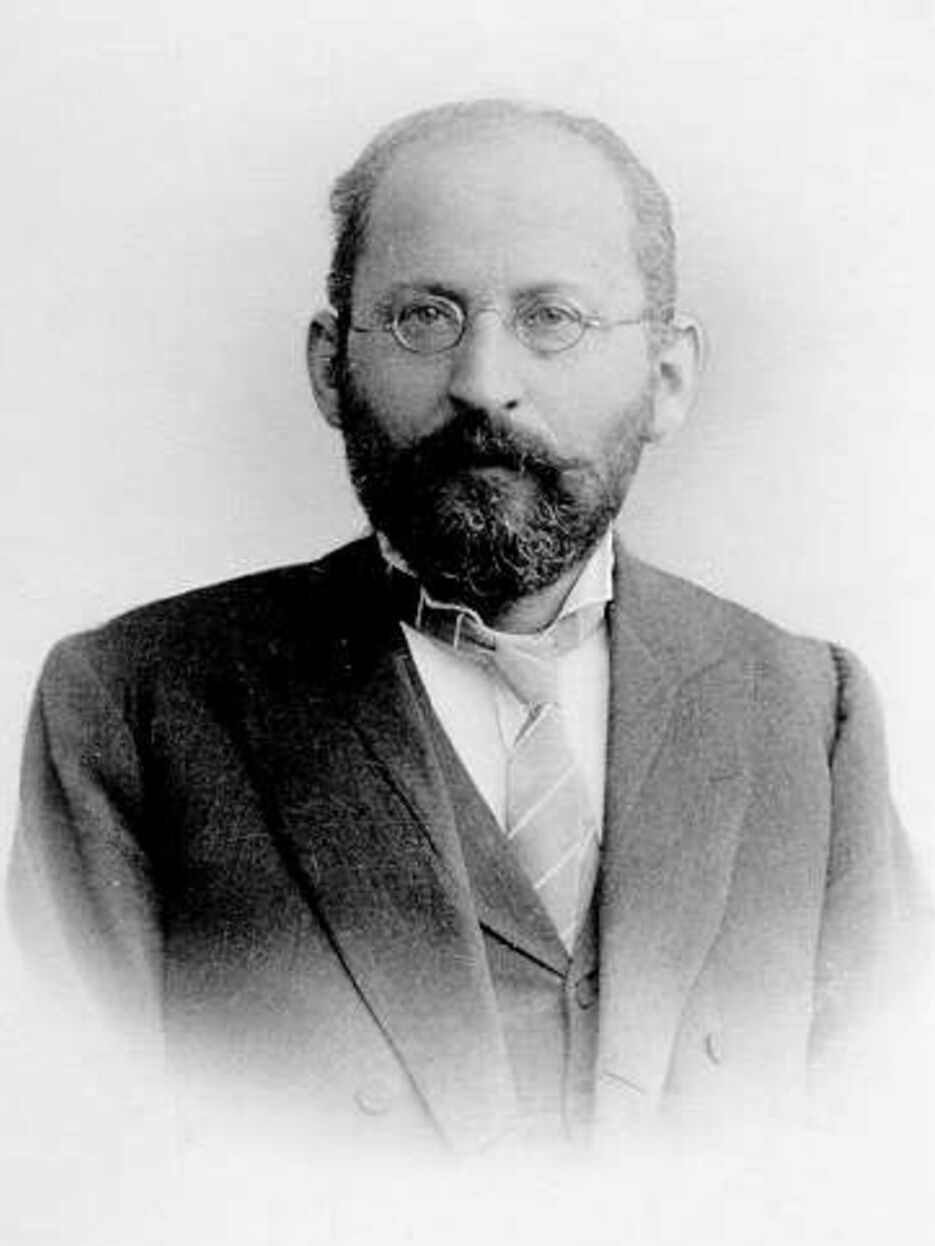
Eduard Bernstein

Eduard Bernstein (6. ledna 1850, Schöneberg – 18. prosince 1932, Berlín) byl politik a teoretik německé SPD.

## Biografie
Narodil se v Berlíně, do politického života vstoupil roku 1872. V době Bismarckovy vlády působil jako socialistický novinář v exilu v Curychu a Londýně, kde se stýkal s Engelsem. Podílel se na přípravě Erfurtského programu SPD (1891), zejména jeho druhé části s praktickými politickými požadavky.
V roce 1896 začal publikovat články Probleme des Sozialismus, v nichž dokázal, že Marxovy ekonomické předpovědi se nenaplnily. Požadoval proto revidovat základní postulát socialismu, proletářskou revoluci, a nahradit ji reformismem. Bernsteinovy texty vyvolaly obrovskou polemiku. Jeho názory odmítla Rosa Luxemburgová v pamfletu Reforma nebo revoluce (1900) i Lenin v knize Co dělat? (1902). Roku 1897 se oženil s Reginou Zadek.
Bernstein v SPD zastával umírněnou, takzvaně revizionistickou pozici, podle níž je místo Marxem požadované revoluce třeba pracovat ve prospěch postupných reforem. Jeho ideoví oponenti, k nimž patřili například August Bebel, Karl Kautsky a Wilhelm Liebknecht, v roce 1903 dosáhli odmítnutí jeho pozice na drážďanském sjezdu SPD.
Během první světové války zastával pacifistické postoje, byl také jedním z mála německých politiků, kteří protestovali proti turecké genocidě Arménů. Zemřel roku 1932 v Berlíně.

## Dílo
- Předpoklady socialismu a úkoly sociální demokracie (Die Voraussetzungen des Sozialismus und die Aufgaben der Sozialdemokratie (1899)), dostupné on-line zde Archivováno 19. 11. 2007 na Wayback Machine.
- Probleme des Sozialismus (na pokračování v časopise Die Neue Zeit) (1896 ff.)
- Die Geschichte der Berliner Arbeiterbewegung. Díl 1: Vom Jahre 1848 bis zum Erlaß des Sozialistengesetztes (Berlin 1907) – Díl 2: Die Geschichte des Sozialistengesetzes in Berlin (Berlin 1907)
- Die Arbeiterbewegung (1910)
- Die Berliner Arbeiterbewegung von 1890 bis 1905 (1924)
- Sozialdemokratische Lehrjahre (Berlin 1928) ISBN 3-320-01583-4
- Der Streik (1920)
- Was ist Sozialismus? (1922)
- Der Sozialismus einst und jetzt (1922)
- Die Deutsche Revolution von 1918/19